# Thecla boyi
Thecla boyi är en fjärilsart som beskrevs av Johannes Karl Max Röber 1931. Thecla boyi ingår i släktet Thecla och familjen juvelvingar. Inga underarter finns listade i Catalogue of Life.